# 弗雷斯诺-德托罗特
弗雷斯诺德托罗特，是西班牙马德里自治区的一个市镇。总面积32平方公里，总人口745人（2001年），人口密度23人/平方公里。